# ダニエル・ホーン

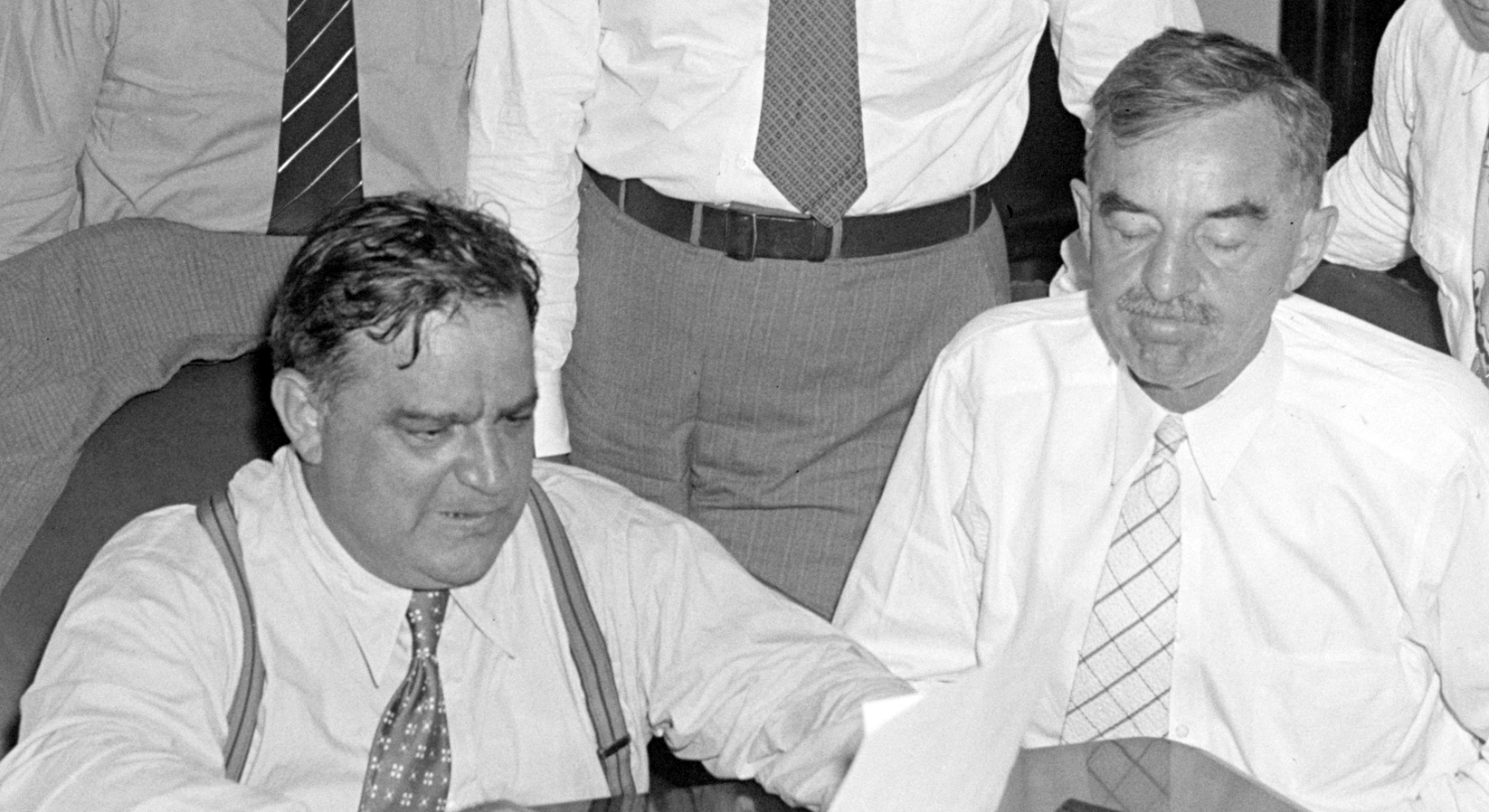
ダニエル・ホーン（右）。左はニューヨークのラガーディア市長。1939年撮影

ダニエル・ウェブスター・"ダン"・ホーン（Daniel Webster "Dan" Hoan、1881年3月12日 - 1961年6月11日）はアメリカ合衆国の弁護士、政治家。ウィスコンシン州ミルウォーキー市にて、エミル・ザイデルに次いで2人目となる社会党員市長を務めた。社会党員首長としては合衆国史上最長かつ、ミルウォーキー市長としては2番目に長い任期（1916年 - 1940年）を全うする事となる。

## 来歴

### 前半生
ウィスコンシン州ウォークショー生まれ。夜間学校に学び、1908年弁護士資格を取得。
社会党入党を経てミルウォーキーに転居、当時同党の機関紙「ミルウォーキー・リーダー」の編集者であったヴィクター・L・バーガーと親密に働く事となる。市には抜本的な改革を取り入れるよう求めており、その中には施設の公有化、医療や教育の無料化などがあった。

### 政治家時代
エミル・サイデルが1910年ミルウォーキー市長に当選、合衆国の主要都市では初の社会党員首長となった。同年ホーンは民主、共和両党の対立候補を、59000票のうち7300票以上もの差で破り、ミルウォーキー市の法定代理人に就く。6年間の任期は、役人の汚職を取り締まる事に費やされた。
1916年ミルウォーキー市長選に初当選を果たす。多くの社会党員とは異なり、第一次世界大戦の合衆国参戦には反対しなかった。市長職は6期24年にわたり、社会党員首長としては合衆国史上最長の任期を誇る事となる。
1923年には全米初の公営住宅建設計画であるガーデン・ホームズが始動するなど、着手した進歩主義的な改革は数多い。また、採石場や街灯、下水処理施設の公有化に対しても辣腕を振るった。高速道路網の整備が始まったのもホーンの任期中であったが、連邦資金が不足し難儀を被った。
こうして紆余曲折を経ながらも、清新かつ能率的な自治体づくりは評判を呼ぶ事となる。1999年には作家のメルヴィン・ホリや地方自治体の専門家集団が、ホーンを合衆国史において8番目に優れた市長に推挙。ホリは当時のミルウォーキー市政について、次のように述べている。

市議会では無所属の立場から進歩主義的な条例を通すのに苦労したものの、公営食料市場や市営住宅を立ち上げた他、港湾整備や市政からの収賄の追放を試みている。ホーンの最も重要な遺産は、恐らく市長就任前に蔓延っていた汚職の一掃であろう。

1932年5月に開かれた社会党大会にて、現職のモリス・ヒルクイットの対抗馬として議長選挙に立候補。下水管社会主義者に加え、若きマルクス主義グループやノーマン・トマスら急進派の支持を得たが、ヒルクイットに及ばず、105票対86票で再選を許してしまう。
1940年のミルウォーキー市長選で敗れ、翌年社会党を離党し民主党に参加。1944年及び1946年のウィスコンシン州知事選に出馬するも落選。1948年にはミルウォーキー市長選に再度立候補するが、嘗て所属していた社会党候補のフランク・ザイドラーに敗北を喫する。なお、再選を目指して敗北したミルウォーキー市長は、ホーン以後現れていない。

### 死とその後

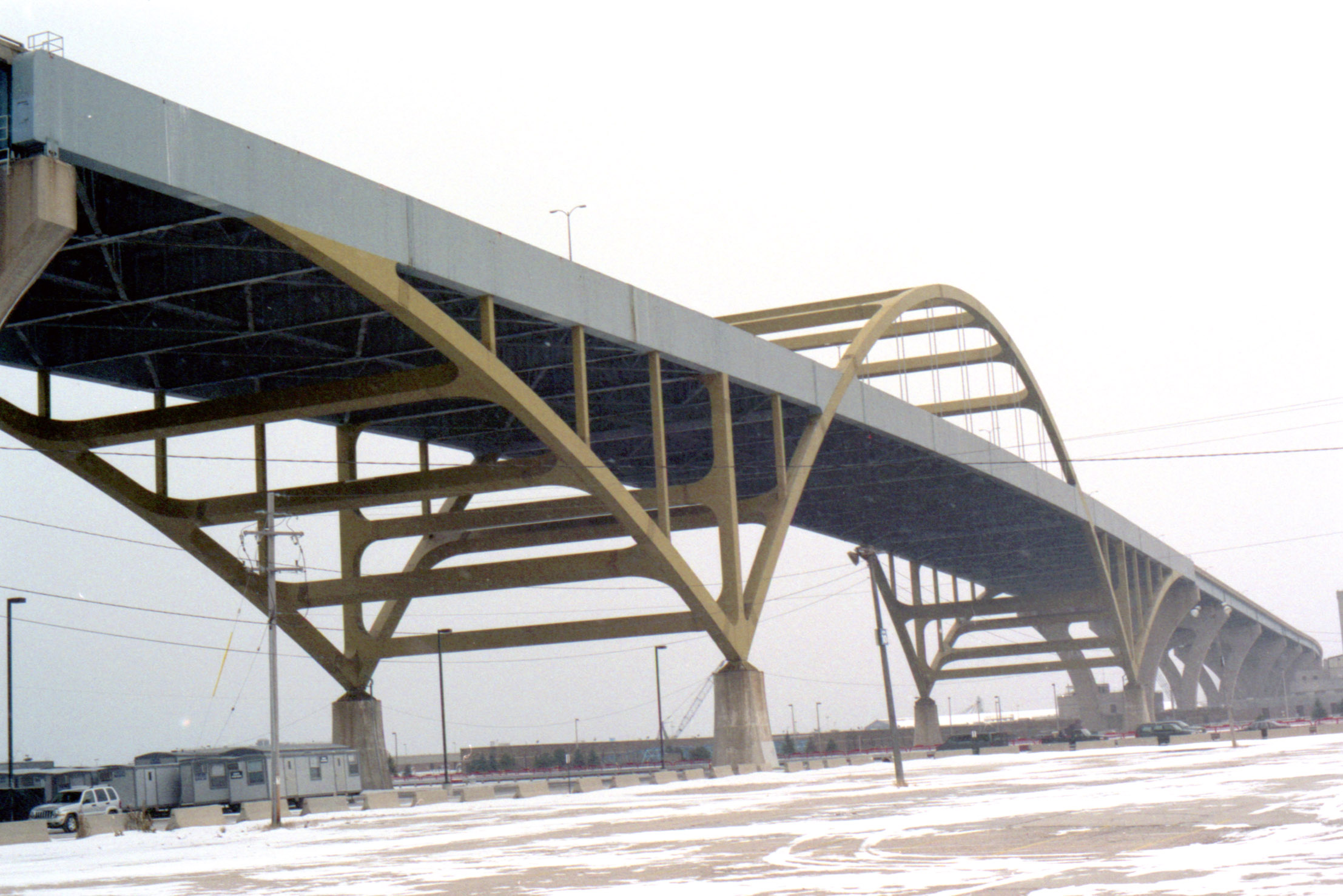
ホーン橋

1961年6月11日死去、ミルウォーキー市の聖十字墓地に埋葬される。著書は現在、ミルウォーキー郡歴史協会に所蔵。ミシガン湖畔に聳えるホーン橋（1972年完成、1977年供用開始）はダニエル・ホーンに因んで名付けられた橋で、ミルウォーキーで最も目立つ建造物となっている。

## 著書
- The Failure of Regulation. Chicago: Socialist Party of the United States, 1914.
- Lincoln, the Commoner: Helped in Fight for Education for Workers. Saginaw, MI: Saginaw County Socialist Party, n.d. [192-].
- Socialism and the City: How to Remove Chaos and Put Order and Beauty into American Cities. Girard, KS: Haldeman-Julius Publications, 1931.
- Taxes and Tax Dodgers. Chicago: Committee on Education and Research, Socialist Party of America, 1933.
- Abraham Lincoln: A Real American. Chicago: Socialist Party of the USA, n.d. [c. 1936].
- City Government: The record of the Milwaukee Experiment. New York: Harcourt, Brace and Co., 1936.
- Why a Farmer-Labor Progressive Federation? : Address Selivered to the Convention on Saturday, May 21, 1938, at Madison. Milwaukee: The Federation, 1938.
- Dollars vs. The People. Milwaukee: Milwaukee County Central Campaign Committee, n.d. [1940].
- The St. Lawrence Seaway: Navigation Aspects. n.c.: Great Lakes Harbors Association n.d, [1948?].